# Agapanthia alternans
Agapanthia alternans är en skalbaggsart som beskrevs av Fischer-waldheim 1842. Agapanthia alternans ingår i släktet Agapanthia och familjen långhorningar. Inga underarter finns listade i Catalogue of Life.